# Kalmar
För andra betydelser, se Kalmar (olika betydelser).

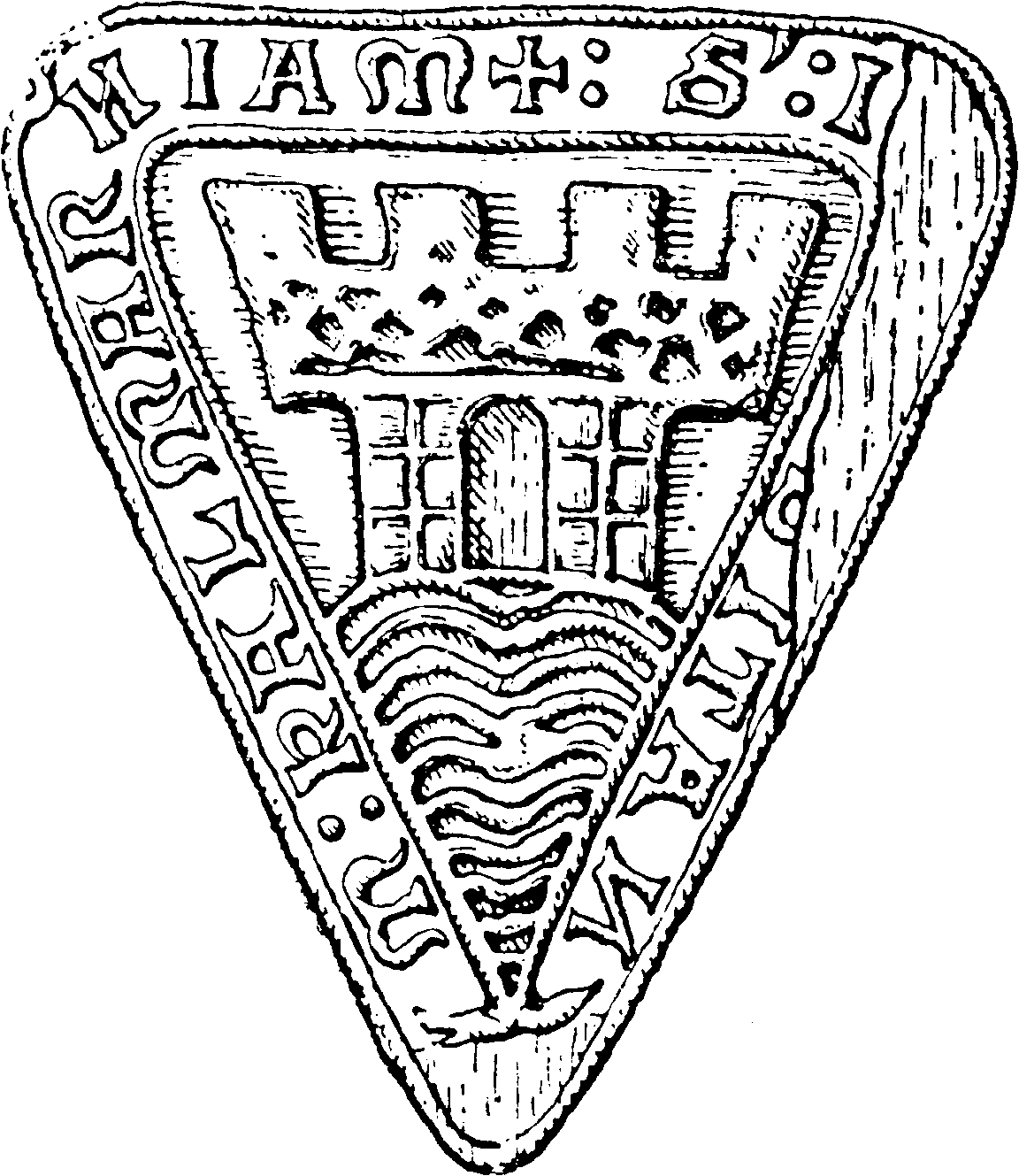
Kalmar stads sigill på 1200-talet.

Kalmar ([ˈkǎlmar] ( lyssna)) är en tätort vid Smålandskusten i sydöstra Sverige. Kalmar är centralort i Kalmar kommun, residensstad i Kalmar län samt tidigare stiftsstad i Kalmar stift (som 1915 uppgick i Växjö stift). Kalmar fick en högskola 1977 och blev universitetsstad 2010. Kalmar centralort hade 42 622 invånare år 2023. Kalmar är Smålands tredje största tätort efter Jönköping och Växjö.

## Ortnamnet
Det fornsvenska ortnamnet Kalmarnir eller Kalmarnar innehåller leden kalm, 'stenröse' och pluralformen arnar av arin, 'grusig ö'. Namnet kan tidigast ha syftat på området Stensö strax söder om staden. Kalmar hade under medeltiden en stor tysk befolkning och möjligen med influens från namnet på den tyska staden Wismar (av fornty. wisa och mara, båda med betydelsen 'träsk') kan en reducering av efterleden ha ägt rum.
Ett äldre belägg än det ovan nämnda är Kalmarna sutuma, 'Kalmarsund' (i dativ plural) på en runsten från 1000-talet vid Ärja ödekyrka i Åkers sn. Södermanland.
Namnet Calmar hade länge i genitiv formen Calmare. Ännu i den så kallade Kalmarvisan talas det om "Kalmare stad". Ett från tidig svensk emigrationshistoria bekant 1600-talsfartyg hette Calmare Nyckel, ett namn som alltjämt förekommer i olika sammanhang. I dagens normalsvenska får ortnamn som slutar på vokal inte genitiv-s i etablerade fasta sammansättningar, medan ortnamn som slutar på konsonant får det. Det idag bortslipade genitiv-e i ordet Kalmar förklarar varför namnets grammatiska form bryter mot denna regel. Det heter således "Kalmar län", "Kalmar domkyrka", "Kalmar slott" och så vidare, utan -s, och resp. "Blekinge län", "Lunds domkyrka" och "Ovanåkers kommun", "Wismars rådhus". I mera tillfälliga konstruktioner har ordet Kalmar genitiv-s på vanligt sätt, till exempel "Kalmars befolkning".
Ortnamnet stavades från 1200-talet och till mitten av 1800-talet Calmar. Genom initiativ 1851 från tidningen "Calmarposten" (utgiven 1795–1819) och framför allt genom den 1864 grundade tidningen "Kalmar" (som 1918 genom sammanläggning namnändrades till "Kalmar-Kalmar Läns Tidning") och dess moderniseringssträvanden övergick man successivt till den nutida stavningen. Stavningen med C- (och även genitivformen Calmare) förekommer alltjämt i vissa företags- och föreningsnamn, t.ex. Calmar stadshotell, Calmareboden, Calmare Internationella Skola.[källa behövs]
Genom en immigrant från Kalmar fick staden Calmar i Iowa, USA sitt namn, på samma sätt som Calmar i Kanada fick sitt namn.

## Historik

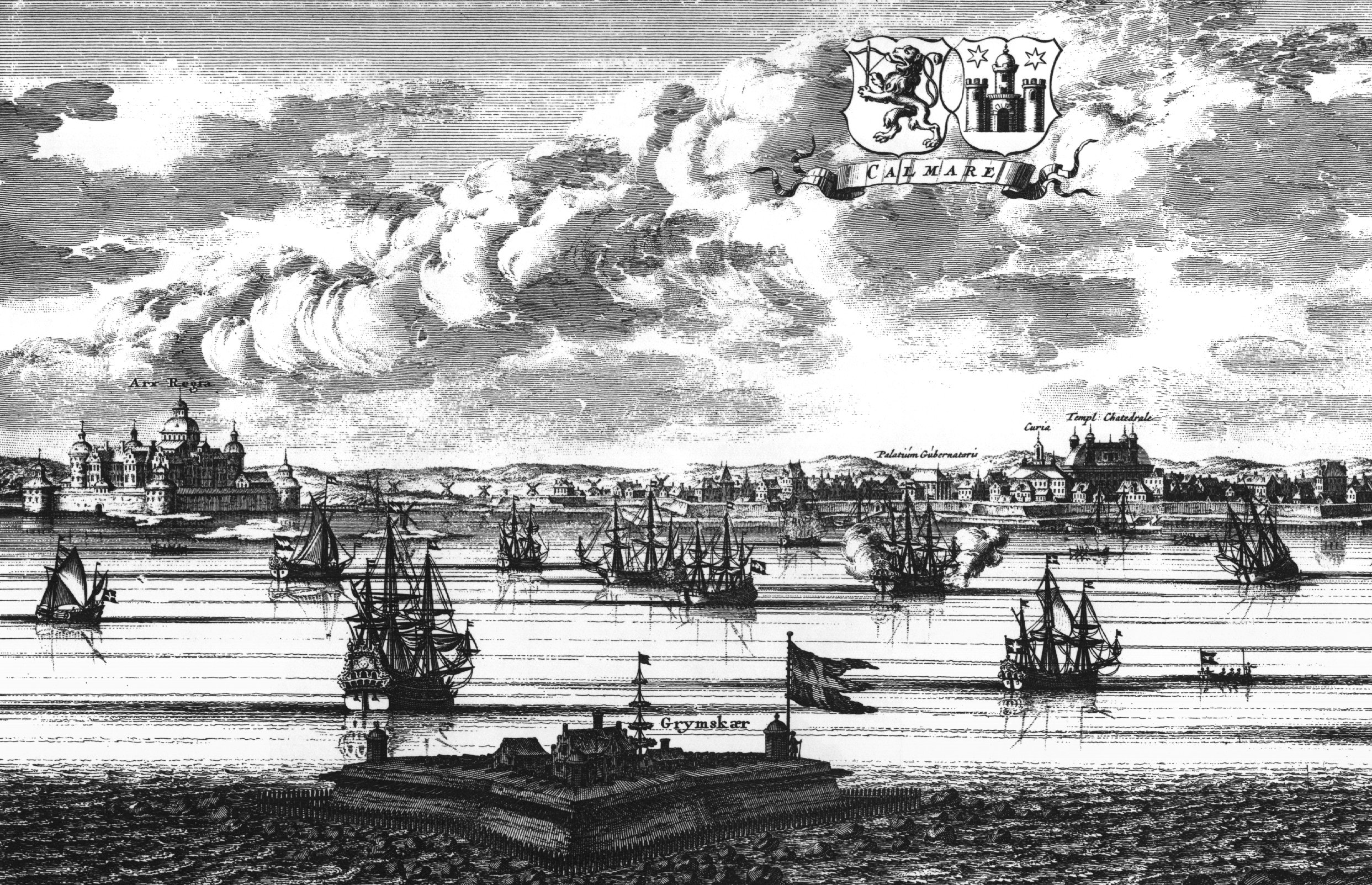
Kalmar runt år 1700, ur Svecia Antiqua et Hodierna.

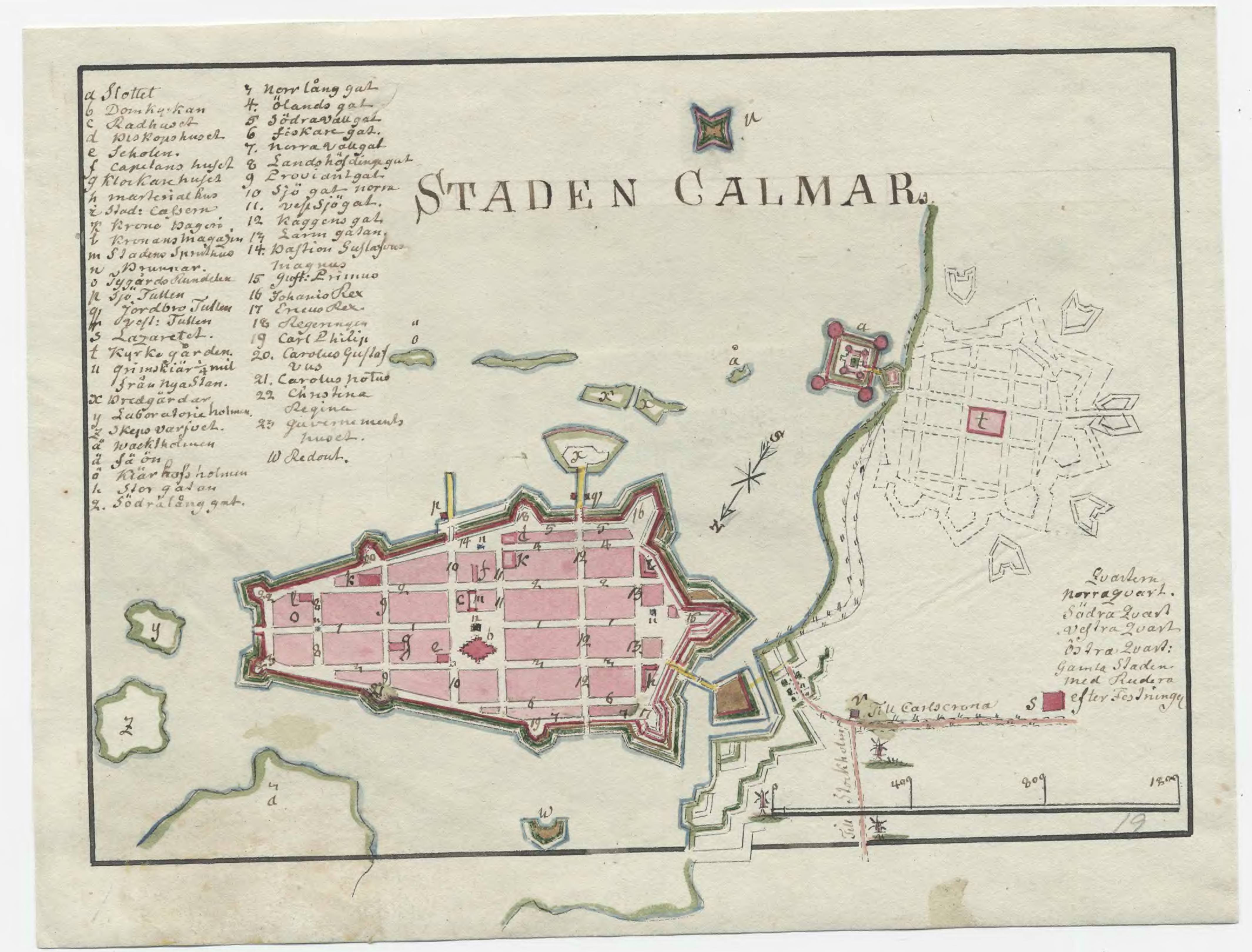
Karta över Kalmar från 1790-talet.

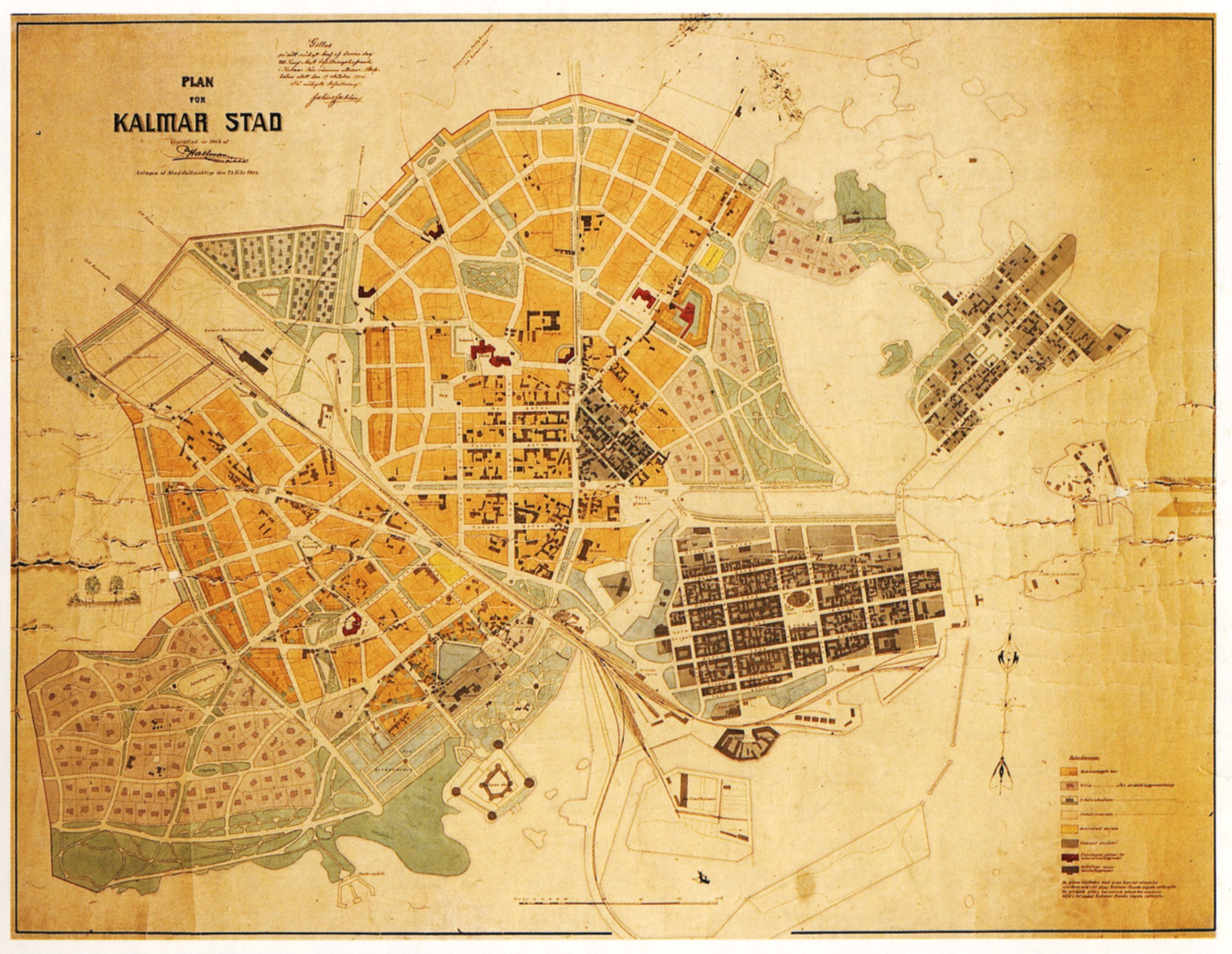
P.O. Hallmans plan över Kalmar från 1906.

Kalmar är en av Sveriges äldsta städer, och kan därför visa upp en mängd historiska minnesmärken. I Kalmar stads historia finns både Kalmarunionen, Gustav Vasa och Nils Dacke. Under medeltiden var staden ett gränsfäste mot Danmark, Sveriges nyckel, en betydande hamn, handelscentrum och en av rikets större städer. Under 1200-talet var staden medlem i den mäktiga internationella handelsunionen Hansan.
Flera strider om herraväldet över Sverige utkämpades i Kalmars närhet. Dess medeltida läge vid slottet var försvarsmässigt utsatt och efter Kalmarkrigen (1611–1613) började diskussioner ta fart om att flytta staden. Stora delar av den medeltida staden med dess omgivande ringmur hade då förstörts och ingenting av detta är i dag kvar ovan jord.[källa behövs]
År 1640 beslutade riksrådet att flytta staden till Kvarnholmen. I september samma år inträffade en förödande brand i den gamla staden; en händelse som fick stor betydelse för påskyndandet av överflyttningen. De första byggnaderna i den nya staden började uppföras 1645 och flyttningen anses vara avslutad 1658. Måndagen den 11 augusti 1800 utbröt även en större brand i nya staden där omkring 130 byggnader förutom en del av kronans byggnader blev lagda i aska. Ungefär hälften av staden försvann.
Kalmar var stiftsstad från 1602 till 1915 då Kalmar stift avvecklades.

### Militärstaden
Kalmar regemente var ett infanteriregemente i svenska armén som härstammade från 1500-talet, var inblandat i ett antal fälttåg från Nordiska sjuårskriget på 1560-talet till fälttåget mot Norge 1814. Kalmar regemente (I 21) avvecklades 1927 genom försvarsbeslutet 1925.[källa behövs]
Åren 1942–1979 låg Kalmar flygflottilj i Törneby. År 1962 omlokaliserades Flygvapnets väderskola (VÄDS) från Roslagens flygkår till F 12 och var förlagd dit fram till 1982 (från 1980 som "F 17K", ett detachement till Blekinge flygflottilj).
År 1994 upprättades ett nytt regemente, med namnet Kalmar regemente, som en försvarsområdesstab med depå. Genom försvarsbeslutet 1996 kom dock regementet att avvecklas den 15 december 1997, försvarsområdet kom att uppgå som Kalmargruppen inom Smålands försvarsområde.

### Administrativa tillhörigheter
Kalmar stad blev vid kommunreformen 1862 en stadskommun omgiven av Kalmar socken där också delar av bebyggelsen kom att ligga. Staden inkorporerade 1925 Kalmar socken/landskommun och 1965 Dörby socken/landskommun. 1971 uppgick staden i Kalmar kommun med Kalmar som centralort. Tätorten har sedan också expanderat norrut in i området som utgörs av Kläckeberga socken.[källa behövs]
I kyrkligt hänseende hörde orten före 1925 till Kalmar stadsförsamling och Kalmar landsförsamling, och från 1925 till 1989 till Kalmar församling, därefter delades denna i fem församlingar och även bebyggelse tillkom som hörde till Kläckeberga församling, från 1998 Förlösa-Kläckeberga församling.
Området motsvarande stadskommunen ingick till 1971 i domkretsen för Kalmar rådhusrätt och ingår sedan dess i Kalmar tingsrätts domsaga.

### Befolkningsutveckling
| Befolkningsutvecklingen i Kalmar 1960–2020 | Befolkningsutvecklingen i Kalmar 1960–2020 | Befolkningsutvecklingen i Kalmar 1960–2020 | Befolkningsutvecklingen i Kalmar 1960–2020 | Befolkningsutvecklingen i Kalmar 1960–2020 |
| --- | ------------------------------------------ | ------------------------------------------ | ------------------------------------------ | ------------------------------------------ |
| |                                            |                                            |                                            |                                            |
| År |                                            |                                            | Folkmängd                                  | Areal (ha)                                 |
| 1960 | 1960                                       |                                            | 30 516                                     |                                            |
| 1965 | 1965                                       |                                            | 32 536                                     |                                            |
| 1970 | 1970                                       |                                            | 34 918                                     |                                            |
| 1975 | 1975                                       |                                            | 32 049                                     |                                            |
| 1980 | 1980                                       |                                            | 29 819                                     |                                            |
| 1990 | 1990                                       |                                            | 30 817                                     | 1 844                                      |
| 1995 | 1995                                       |                                            | 32 671                                     | 1 870                                      |
| 2000 | 2000                                       |                                            | 33 788                                     | 1 879                                      |
| 2005 | 2005                                       |                                            | 35 170                                     | 1 885                                      |
| 2010 | 2010                                       |                                            | 36 392                                     | 1 950                                      |
| 2015 | 2015                                       |                                            | 38 408                                     | 1 960                                      |
| 2016 | 2016                                       |                                            | 38 771                                     | 1 960##                                    |
| 2020 | 2020                                       |                                            | 41 852                                     | 2 052                                      |
| Anm.: Sammanvuxen med Krafslösa 1970. Kläckeberga skog utbruten 2023. ## Arean 31 december 2016, 2017 och 2018 fortsatt samma som avgränsades som tätort 2015. |                                            |                                            |                                            |                                            |

## Stadsbild

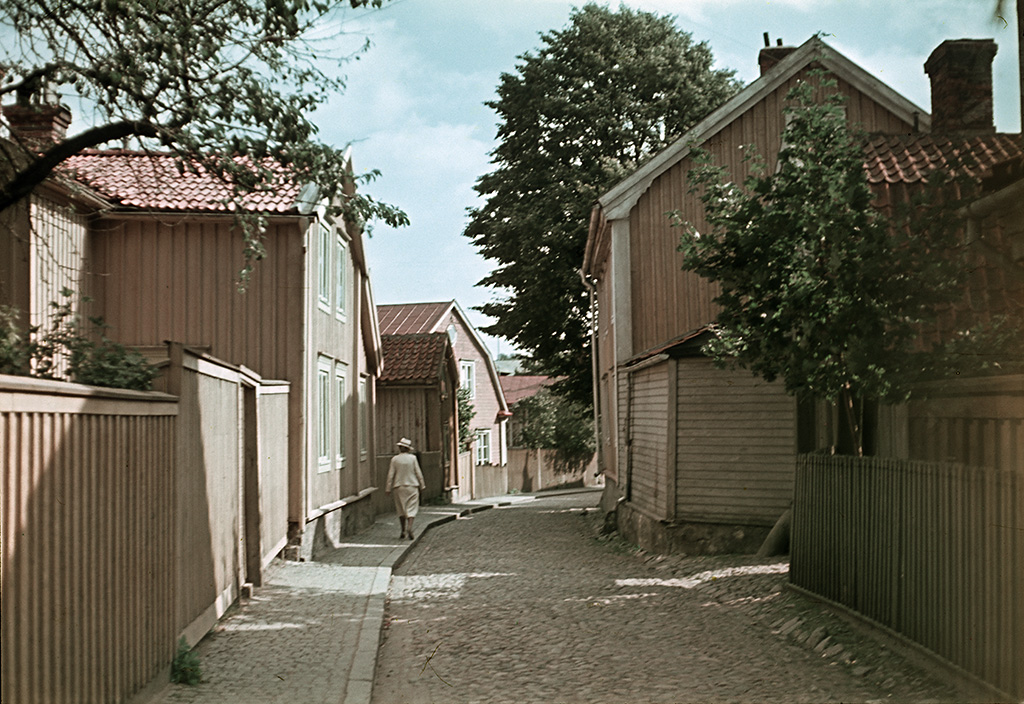
Västerlånggatan, 1945.

Kalmars centrala delar ligger främst på ön Kvarnholmen. Där finns bland annat länsmuseet samt stadshuset och flera andra kommunala inrättningar. Kvarnholmen är den stadsdel i Sverige som har flest kulturminnesmärkta hus. På Kvarnholmen finns även det gamla vattentornet och runtom ön finns delar av stadens ringmur kvar. Nordväst om Kvarnholmen ligger stadsdelen Malmen. På Malmen ligger flera andra inrättningar, bland annat Komvux och Tingsrätten. På malmen finns även stadsbiblioteket och fängelset.
Kalmar är uppdelad i 18 stadsdelar

### Byggnader

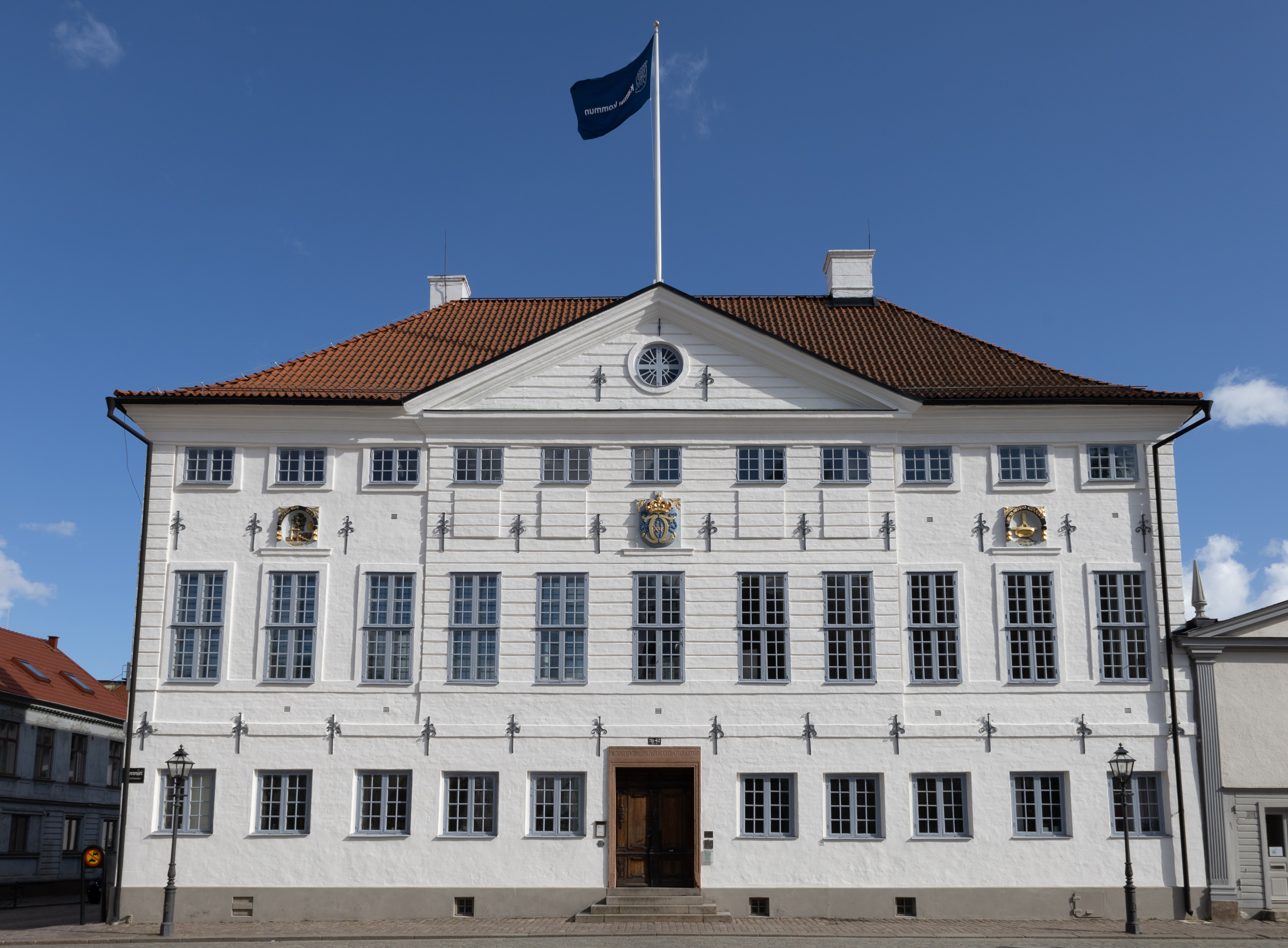
Kalmar rådhus.

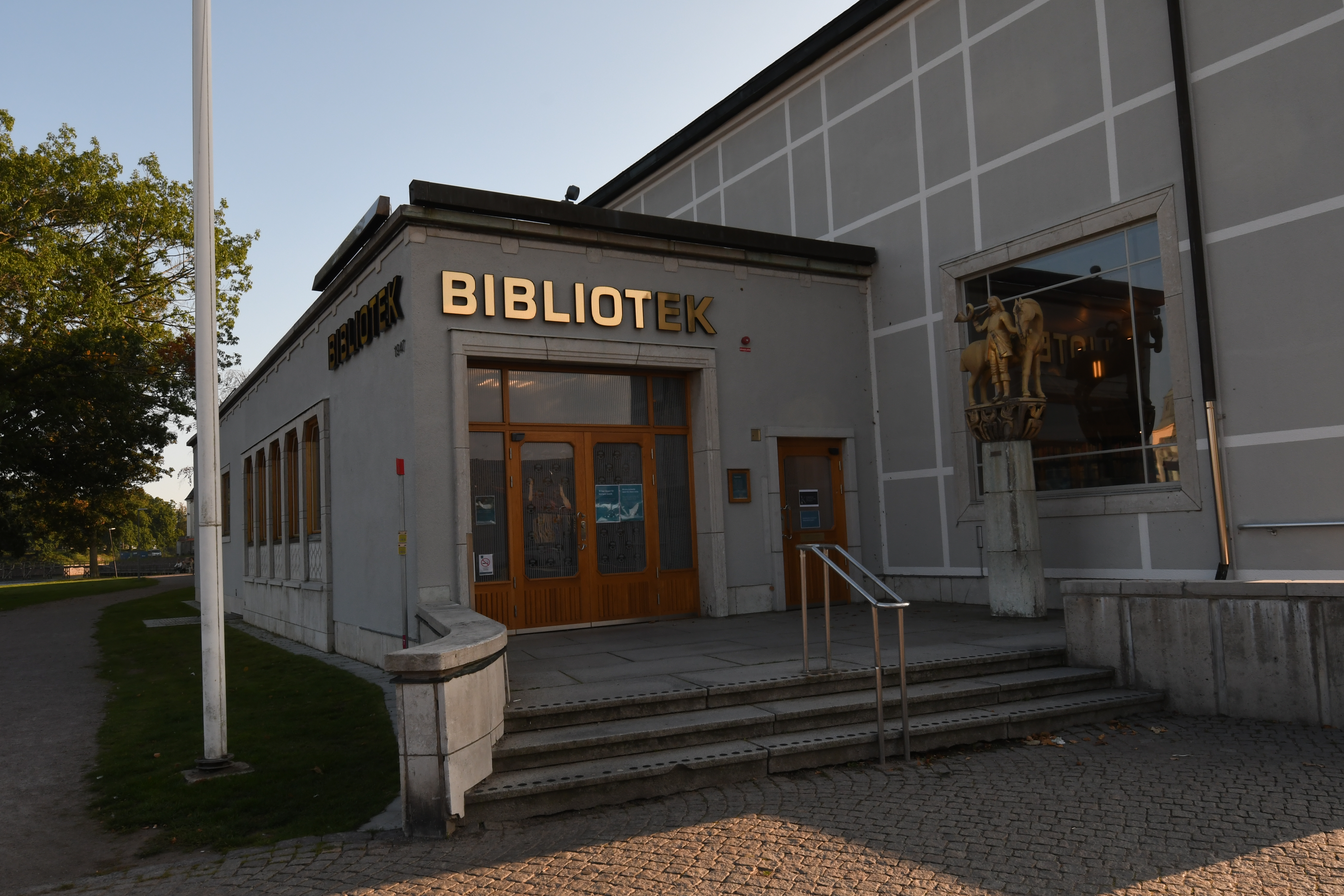
Posthuset.

Som historiskt betydande residens- och stiftsstad samt tidigare gränsstad har Kalmar flera storslagna byggnader i staden. Kalmar var under medeltiden en av de få städerna i Sverige som omgavs av en riktig ringmur och idag finns fortfarande rester kvar av denna på några platser i Gamla staden. På Kvarnholmen är betydande delar av 1600-talets stadsmur och befästningsanläggningar bevarade. Staden klarade sig hyggligt undan 1960- och 1970-talens rivningsraseri som drabbade många andra svenska städer vid denna tid. De historiskt viktiga områdena Kvarnholmen och Gamla staden vid Kalmar slott skonades relativt väl medan stora delar av Malmen som i huvudsak kom till under sena 1800-talet revs för att få plats med nya komplex för Länsstyrelsen. En stor del av den gamla staden finns alltså kvar i välbevarat skick.
Kalmar har en hel del praktfulla barockbyggnader, till exempel domkyrkan.
Till moderna tiders sevärdheter hör Ölandsbron; bygget startade 1967 och bron invigdes 1972. Ölandsbron är över 40 meter hög och fullt synlig över stora delar av staden. Den var med sina 6072 meter under lång tid Europas längsta bro.
Teleskolan var en stor internatanläggning, som uppfördes att ersätta dåvarande Televerkets utbildningsanstalt i Stockholm, som avvecklades till följd av statsmakternas utlokaliseringsbeslut. Numera kallas byggnaden Kalmar Nyckel och där finns ett hotell samt grundskolan Tallhagsskolan

### Stadsparken

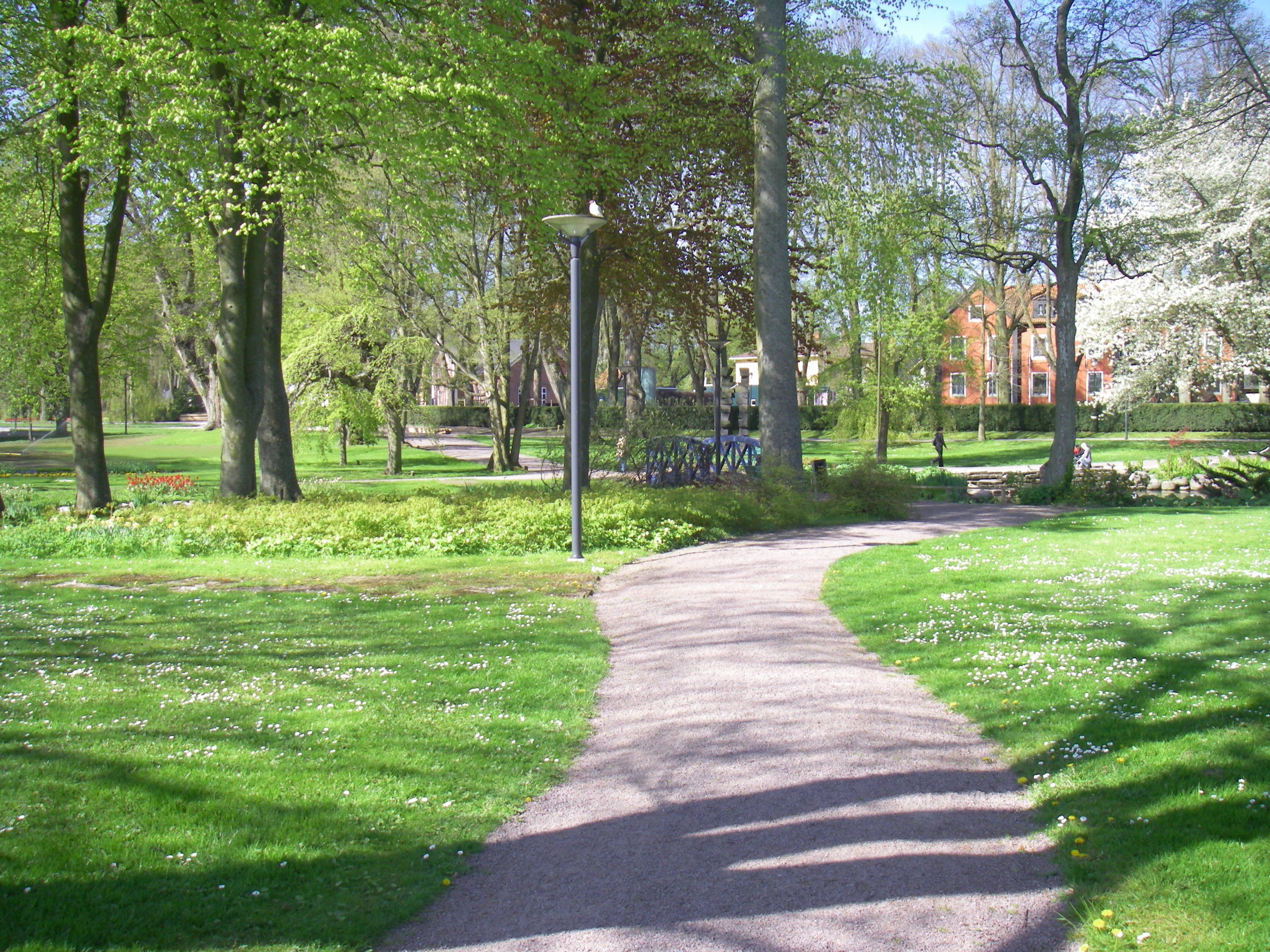
Stadsparken.

Kalmars stadspark som ligger vid vattnet intill Kalmar slott. Marken som parken ligger på donerades av grosshandlaren Johan Jeansson och parken anlades år 1877–1880. Han hade även tagit initiativet till att samtidigt uppföra den så kallade stadsparkspaviljongen. Byggnaden var en rund träbyggnad med öppna verandor runt om. Formen ledde till att stadsparkspaviljongen i folkmun blev kallad "Byttan".
Under 1930-talet blev byggnaden utdömd och den ursprungliga byggnaden revs 1939 för att ge plats åt en modern restaurang. Uppdraget att rita den nya restaurangen gick till arkitekten Sven Ivar Lind. En av de mest kända byggnaderna Sven Ivar Lind uppfört var paviljongen för världsutställningen i Paris 1937, en paviljong som för tiden var en högteknologisk byggnad. Sven Ivar Lind var även arkitekten bakom Råsunda fotbollsstadion.
I "Byttans" arkitektur kan man tydligt se det klassiska funktionalistiska formspråket. "Byttan" visar på Linds ambitioner att kombinera funktion och estetik till en harmonisk enhet. Precis som dekorationen skulle förhöja och inte dominera byggnaden, skulle byggnaden i sig inte dominera landskapet. Stadsparksrestaurangen, som ursprungligen arbetsnamnet var, går än idag under namnet "Byttan" trots att den nya byggnaden inte har några som helst likheter med den gamla Stadsparkspaviljongen Byttan.

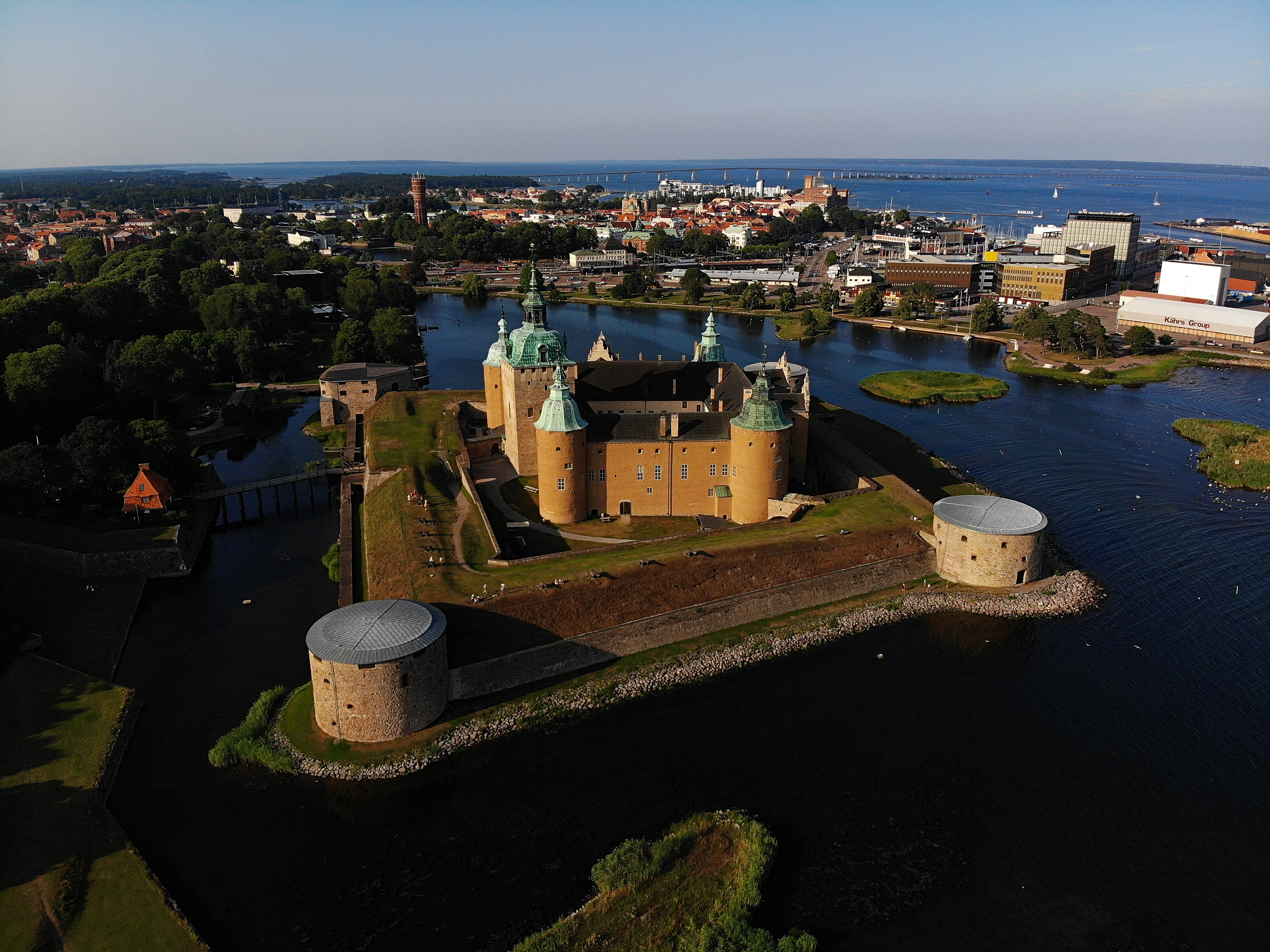
Kalmar slott.

### Andra sevärdheter
2018 blev Kalmar utsedd till årets sommarstad för fjärde gången i rad av Reseguiden.se. År 2020 och 2021 hamnade Kalmar på andra plats.
- Salvestaden (såld och riven)
- Ölandsbron
- Kalmar slott
- Kalmar stadsteater
- Byteatern – Kalmar läns teater
- Tripp, trapp, trull
- Kalmar domkyrka
- Kvarnholmen med Gamla vattentornet
- Kalmarsund
- Kalmar läns museum
- Krusenstiernska gården
- Skälby gård
- Kalmar Konstmuseum

## Kommunikationer

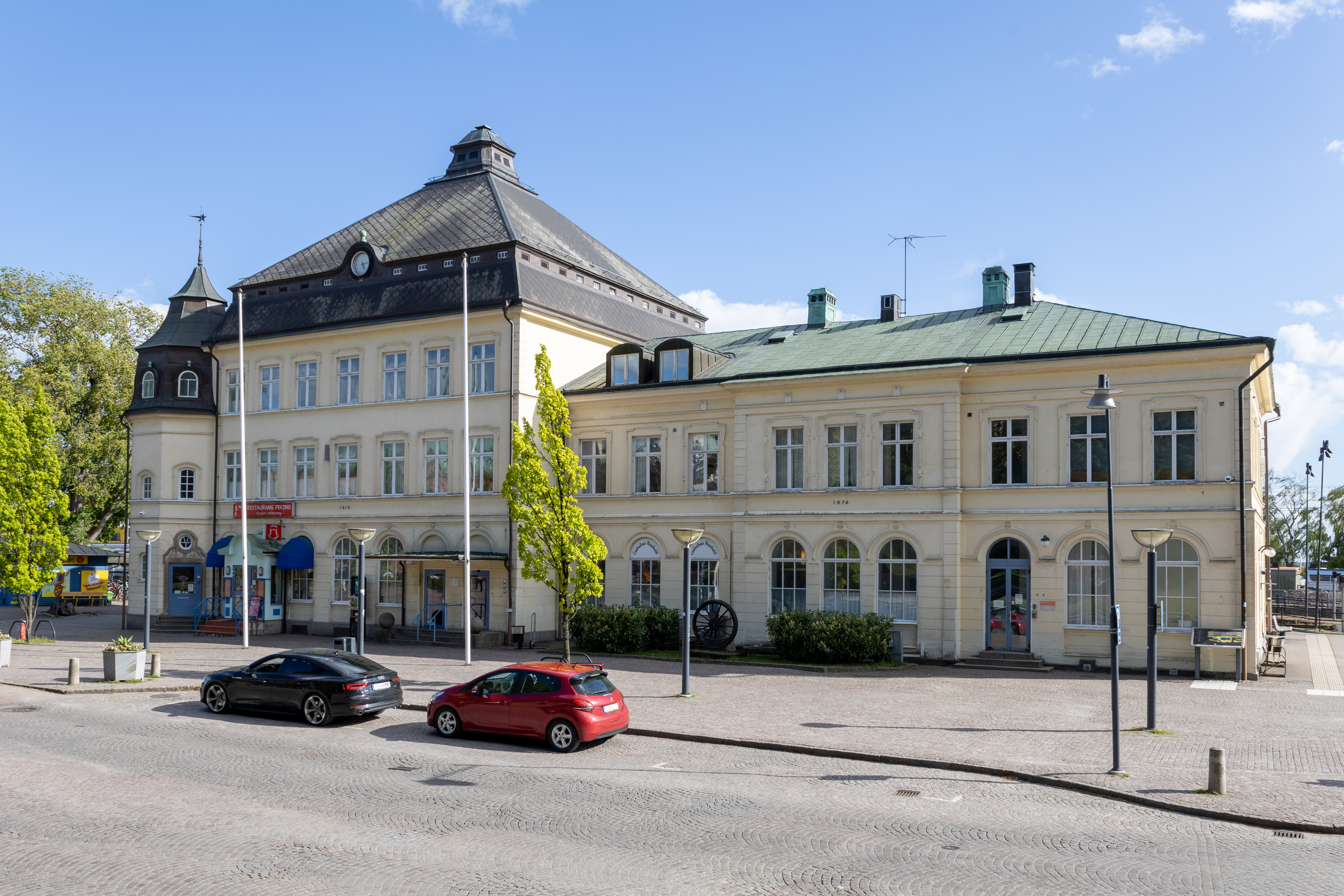
Kalmars centralstation.

Staden har kontakt med omvärlden genom tåg (Öresundstågen, Kust till Kust och Stångådalsbanan), buss och flyg.
Ölandsbron till Färjestaden och de anslutande lederna går igenom norra delen av staden. Staden ligger vid E22 mellan Malmö och Norrköping och är start/slutpunkt för Riksväg 25 mot Halmstad och Växjö. Inom staden och länet körs stads- och landsbygdstrafik av Kalmar länstrafik.
Kalmar Öland Airport är en flygplats på tidigare Kalmar flygflottiljs område.

### Tidningar
I Kalmar ligger Barometerns huvudredaktion som är Kalmar läns största tidning. Fram till 2019 gavs även tidningen Östra Småland och Nyheterna ut med bas från Kalmar, men den är nu nedlagd. Varje vecka distribueras gratistidningen KalmarPosten.

### Tv
I Kalmar har Sveriges Television en lokalredaktion på Norra Vägen, som tillsammans med huvudredaktionen i Växjö producerar och sänder innehåll i Lokala Nyheter Småland.

### Radio
Sveriges Radios lokala station P4 Kalmar har sin huvudredaktion lokaliserad i samma lokaler som SVT på Norra vägen.

## Näringsliv
Enligt SCB:s företagsregister fanns det i december 2009 drygt 6 000 verksamma företag och knappt 6 400 arbetsställen i Kalmar kommun (alla verksamma företag har minst ett arbetsställe). Cirka 4 000 av dessa arbetsställen hade 0 anställda.
Tillverkningsindustri, handel och offentlig sektor dominerar arbetsmarknaden.
De största arbetsgivarna i december 2009, om man bortser från offentlig sektor, var enligt SCB:s företagsregister:
- Atlas Copco Construction Tools AB, Tillverkning av gruv-, bergbrytnings- och byggmaskiner, 200–249 anställda
- Nobina Sverige AB, (fram till 29 december 2007 var företagsnamnet Swebus Aktiebolag), Linjebussverksamhet, 200–249 anställda
- Tidningsbärarna KB Skånsk Tidn.distr. AB o Co, Bud- och kurirverksamhet, 200–249 anställda
- Ikea Svenska Försäljnings Aktiebolag, Specialiserad butikshandel med möbler för hemmet, 200–249 anställda
- KLS Ugglarps AB, Styckning av kött, 200–249 anställda

Enligt Handeln i Sverige 2009, ökade detaljhandeln i Kalmar centralort med 11 procent 2008 i jämförelse med 2007. En stark bidragande orsak är etableringen av Hansa City, Kalmars just nu[när?] mest expansiva handelsområde. Området ligger intill gamla Volvo Kalmarverken.
Volvo hade tidigare bilproduktion i staden vid Volvo Kalmarverken, invigd 1974, och stängd 1994. Likaså fanns en chokladfabrik, invigd 1909, där Nordchoklad länge (tidigare Chokladfabriken Röda ugglan, senare Candelia och Cloetta) hade sin godisproduktion. Denna fabrik stängdes 1998. Tågtillverkaren Kalmar Verkstad invigdes 1902, senare ABB, Adtranz och Bombardier Transportation fanns i Kalmar, men stängdes 2005. Bombardier kom 2017 tillbaks till Kalmar och håller till i en ny tågdepå på bangården söder om Kalmar C. I depån servas Kustpilens Y2 och Itinovagnar samt Krösatågens X11 (motorvagn). Kalmar Varv invigdes 1679 och stängdes 1981.
Staden är ett administrativt centrum för Kalmar län och omgivande landsbygd och har därför flera lokala och regionala myndigheter.
Historiska industrier:
- Nordchoklad
- Kalmar Verkstad
- Olle Engdahls Plåt & Smide
- Volvoverken i Kalmar
- Kalmar ångkvarn
- Margarinfabriken Svea
- Kalmar nya tapetfabrik
- Svenska Tändsticks Aktiebolaget
- Rifa AB

### Bankväsende

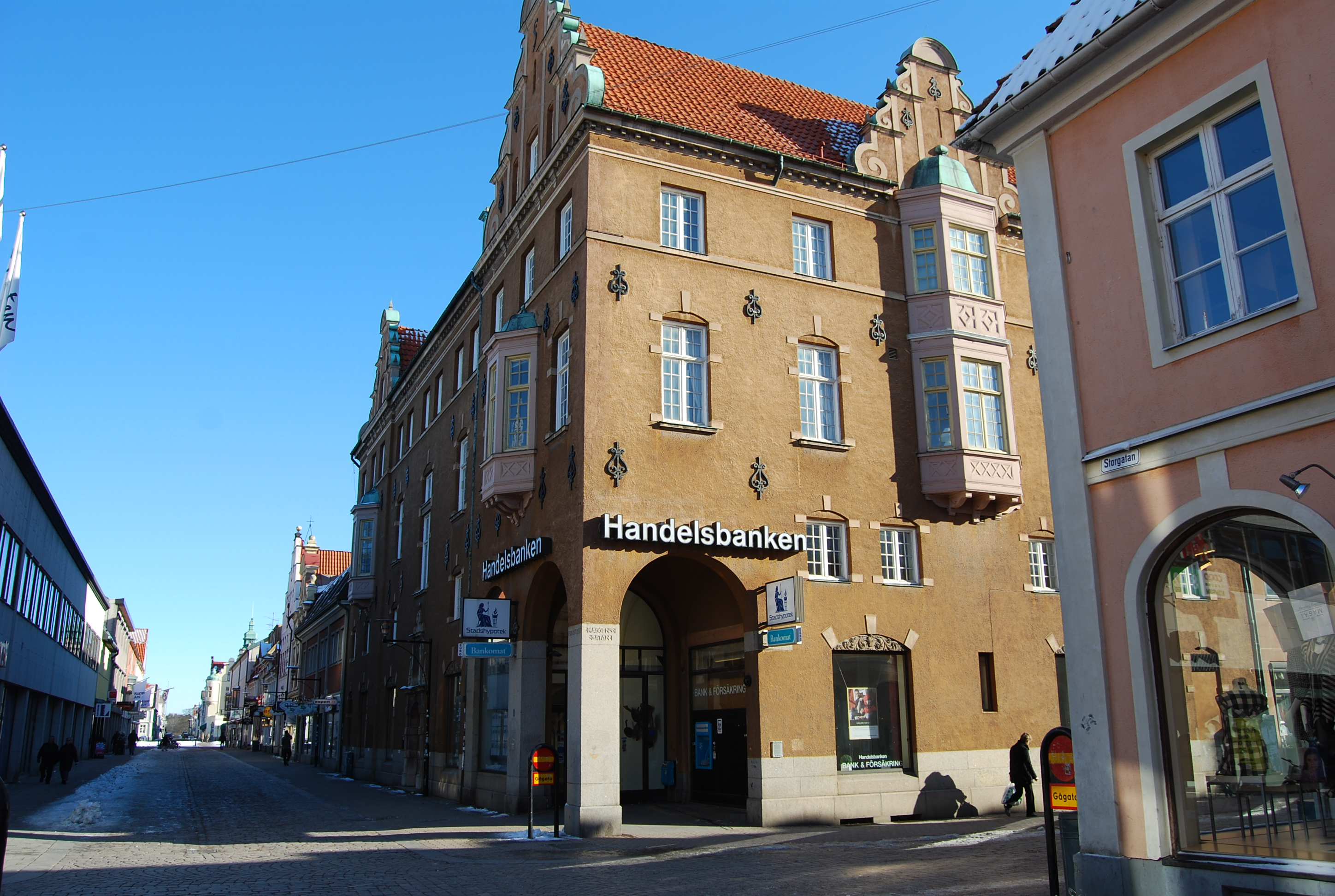
Handelsbanken i Kalmar.

Sparbanken i Kalmar grundades 1831. Den uppgick 1986 i Sparbanken Kronan, som senare blev en del av Swedbank.
Smålands enskilda bank hade avdelningskontor i Kalmar från dess start 1837. År 1858 bildades Filialbanken i Calmar. Båda dessa kontor upphörde på 1860-talet och i dess ställe grundades 1866 Kalmar enskilda bank. År 1877 etablerade Oskarshamns enskilda bank ett kontor som mot slutet av 1880-talet ersattes av Smålandsbanken, som därmed återkom till staden. År 1887 etablerade Sveriges riksbank ett kontor i Kalmar. Den år 1903 grundade Västerviks handelsbank öppnade den 15 oktober samma år ett kontor i Kalmar. Efter fusioner hade vid 1910-talets slut Kalmarbanken uppgått i Svenska Handelsbanken och Västerviks handelsbank i Skandinaviska kreditaktiebolaget. I början av 1920-talet kunde man dessutom notera kontor för Mälareprovinsernas bank, Sydsvenska kreditaktiebolaget och Svenska lantmännens bank (öppnat 1917). Mälarebanken uppgick i Svenska Handelsbanken, medan de andra två fortsatte på orten som Skånska banken respektive Jordbrukarbanken/Kreditbanken/PK-banken.

## Konsulat
I Kalmar har under årens lopp funnits ett 20-tal länders konsulat, vicekonsulat och konsularagenturer. Följande lista är sorterad utifrån när konsulatet etablerades i staden. 
- Danmark 1830-talet–, vicekonsulat (före 1836), senare konsulat, därefter honorärkonsulat[26]
- Storbritannien, vicekonsulat tidigt 1830-tal–1947
- Ryssland, vicekonsulat sent 1840-tal–1916
- Portugal, vicekonsulat tidigt 1850-tal–1892
- Nederländerna, vicekonsulat tidigt 1850-tal–1870; ånyo 1885–cirka 2010
- Spanien, vicekonsulat tidigt 1850-tal–1892; ånyo 1923–1933
- Mecklenburg-Schwerin, vicekonsulat tidigt 1850-tal–1868
- Preussen, konsulat tidigt 1850-tal–1868
- Lübeck, konsulat 1866–1868
- Nordtyska Förbundet (trädde istället för Mecklenburg-Schwerin, Preussen och Lübeck), konsulat 1868–1871
- Tyska Riket, konsulat 1871–1945
- Förbundsrepubliken Tyskland, honorärkonsulat 1960–[26]
- Brasilien, vicekonsulat 1866–1919
- Frankrike, konsularagentur 1896–1917
- Norge 1907–, vicekonsulat till 1989 därefter konsulat 1989, senare honorärkonsulat[26]
- Argentina, vicekonsulat 1911–1925
- Finland 1921–1997, vicekonsulat från 1921, upphöjt till konsulat 1947
- Estland, vicekonsulat 1929–1940
- Litauen, konsulat 1931–1940
- Polen, vicekonsulat 1937–1948
- Island, vicekonsulat 1950–1971
- Lettland, honorärkonsulat 2002–[26]

## Utbildning och museer

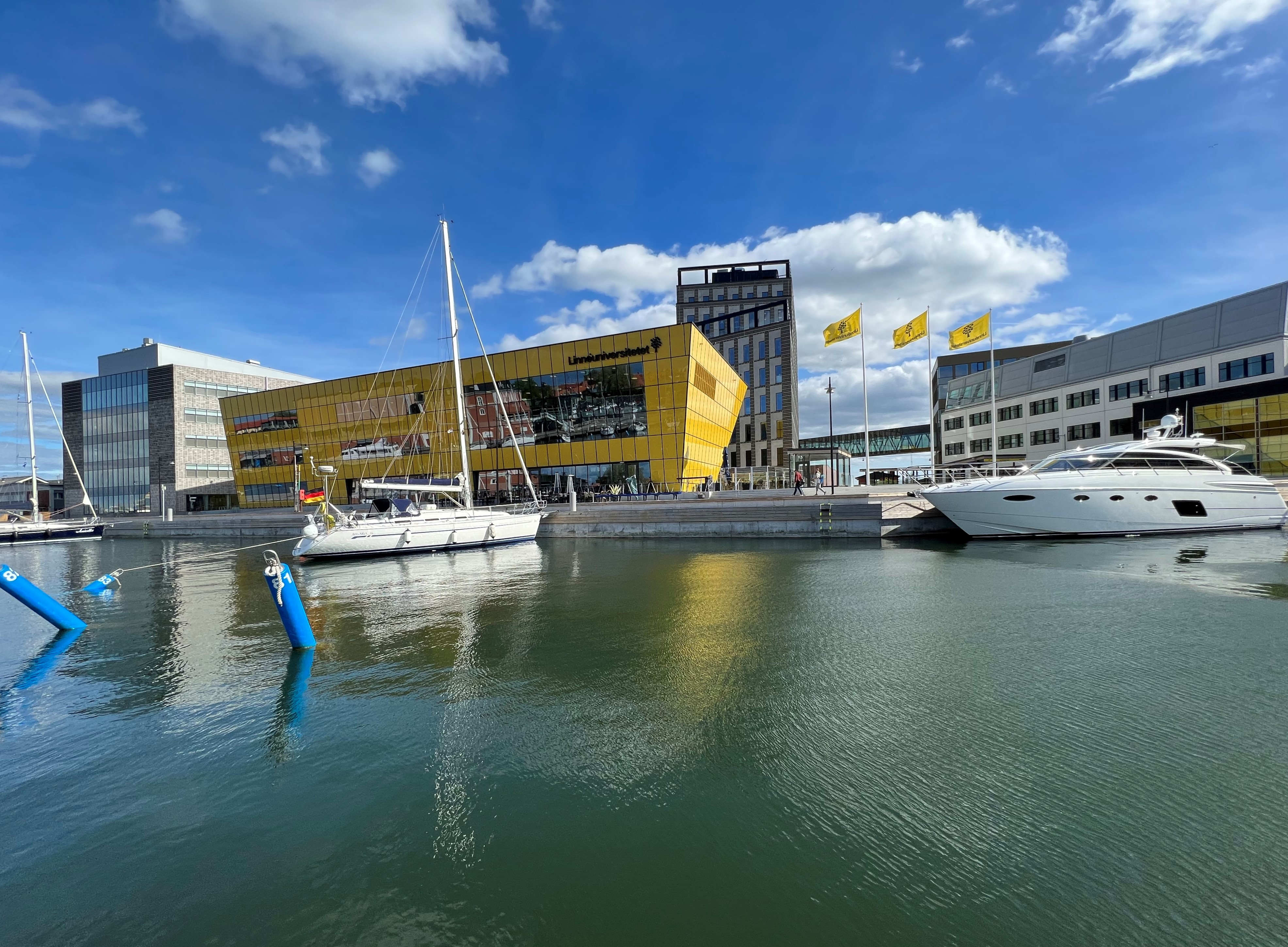
Linnéuniversitetet vid Ölandshamnen i Kalmar.

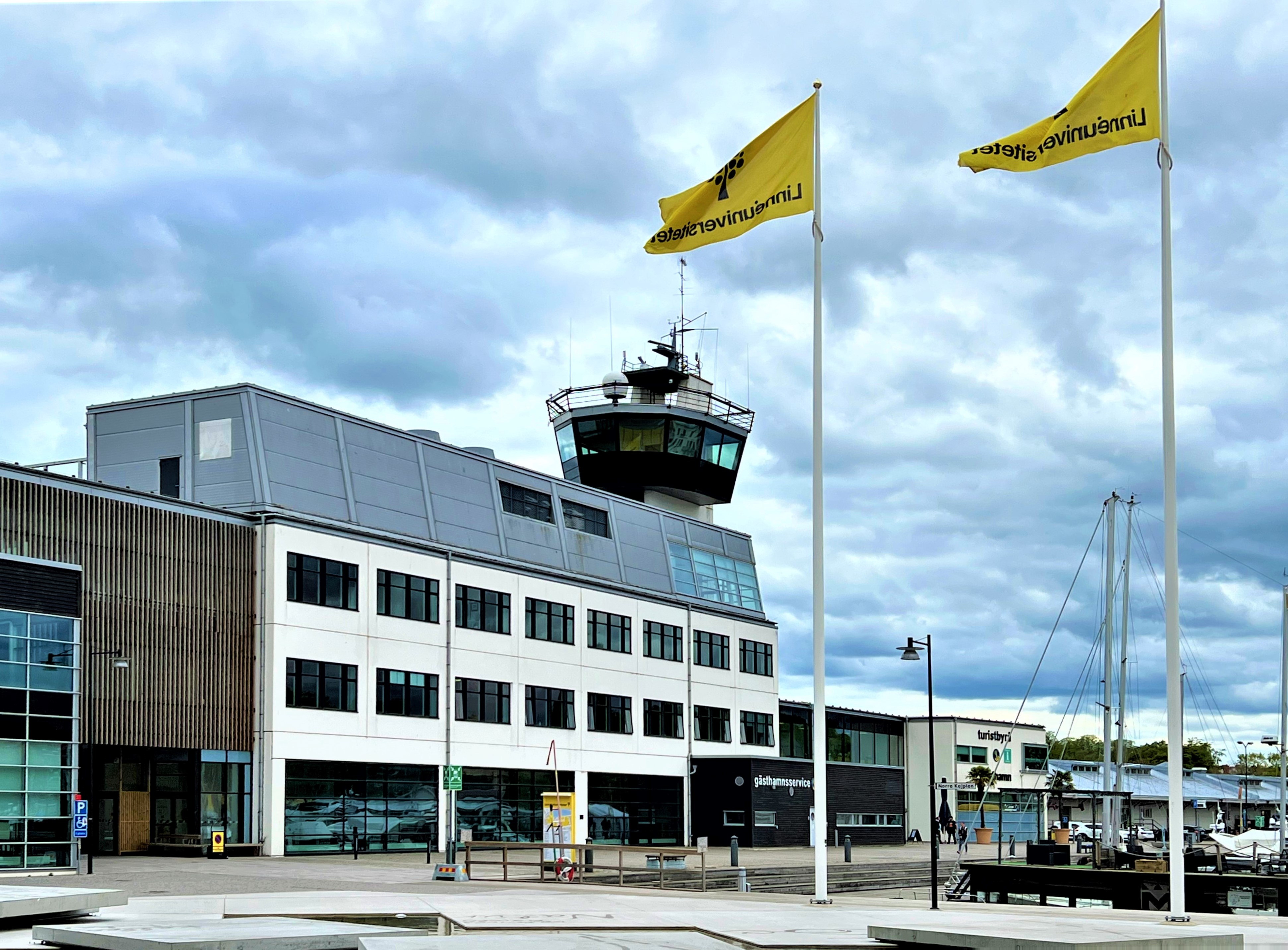
Sjöfartshögskolan i Kalmar.

Den tidigare Högskolan i Kalmar ingår sedan 2010 i Linnéuniversitetet. Universitetets verksamhet bedrivs huvudsakligen i Kalmar och Växjö, med campus även i Hultsfred (musikutbildningar). Starka forskningsområden i Kalmar är: akvatisk ekologi, biokemi, biomedicinsk vetenskap, bioorganisk kemi, nanovetenskap/nanoteknik och miljövetenskap
I staden finns Kalmar konstmuseum, Kalmar sjöfartsmuseum samt Kalmar läns museum, vilket bland annat innehåller permanenta utställningar om Regalskeppet Kronan och Jenny Nyström.

## Sportklubbar
- Volleyboll: Kalmar Volleybollklubb
- Amerikansk fotboll: Kalmar Pirates
- Rugby: Kalmar Södra IF
- Badminton: BMK Kvasten[27]
- Basket: KFUM Kalmar Saints[28]
- Bordtennis: Kalmar BTK
- Bowling: BK Cahoot
- Boxning: Kalmar Boxningsklubb[29]
- Brottning: Kalmar Brottarklubb
- Fotboll: Kalmar FF och Kalmar AIK (på Guldfågeln Arena respektive Fredriksskans IP), IFK Berga, Kalmar Södra, Ängö BK, IFK Kalmar och Lindsdals IF.
- Friidrott: Kalmar Sk[30]
- Fäktning: Kalmar Fäktklubb
- Golf: Kalmar GK
- Handboll: KFUM Kalmar HF[31]
- Innebandy: FBC Kalmarsund
- Innebandy: Kalmar IBK[32]
- Ishockey: Kalmar HC
- Motorsport: Kalmar MK
- Modern femkamp: KM5
- Orientering: Kalmar OK
- Paddling: Kalmar kanotklubb
- Segling: Seglarklubben Kaparen
- Simning: Kalmar Simsällskap
- Tennis: Kalmar TK
- Mixed Martial Arts: Fightzone Kalmar
- Kung Fu: T.I.A. Qi-Gong & Kung-Fu Förening – Kalmar[33]
- Ridsport: Ridklubben Udden Kalmar & Kalmar Hästsportklubb
- Torsås Paintball

Det största idrottsevenemanget i staden är Kalmar Triathlon tillsammans med Ironman Kalmar som infaller efter varandra.

## Kända personer från Kalmar
- Tomas Arvidsson, författare
- Eric Bojs, tecknare, lärare och radioman
- Johan Persson, politiker
- Lena Hallengren, politiker
- Richard Hobert, filmregissör
- Lars-Johan Jarnheimer, industriledare
- Johan Jeansson, industriledare
- Ivar Kreuger, industriledare
- Ola Magnell, artist
- Jenny Nyström, konstnär
- Sven Palme, försäkringsdirektör och politiker
- Gerda Roosval-Kallstenius, konstnär
- Johnny Roosval, konsthistoriker
- Henrik Strindberg, tonsättare
- Hans Villius, historiker
- Markus Svensson, Ishockeyspelare